# 복음
복음(福音, εὐαγγέλιον 에우앙겔리온[*], 라틴어: evangelium 에반젤리움[*])이란 문자적으로 좋은 소식 혹은 복된 소식이다. 복음이란 예수 그리스도를 믿음으로 죄로부터 구원을 얻는다는 복음의 이야기이며 복된 소식이다. 예수 그리스도가 직접 천국 복음을 전파하였다고 마태복음 4장 23절에서 기록되었다. 그가  죄와 사망으로부터 해방하는 소식으로, 그의 죽음과 부활을 통해 인류를 구원하셨다는 지상 최대의 기쁜 소식이다. 사도 바울도 고전도 전서 15장 3-4에서 "그리스도께서 우리 죄를 위하여 죽으시고, 장사 지낸 바 되셨다가 성경대로 사흘 만에 다시 살아나사"라고 기록하였다. 그러므로 복음은‘주 예수 그리스도를 통해 우리에게 전해진 구원의 소식’이다. 인류는 죄로 말미암아 죽은 바 되었고, 바로 거기에 예수 그리스도께서 오셔서 인류를 죄로부터 구출해 주시는 사건이 있었다. 신약성경은 이 사실을 ‘복음’이라 하고, 구약성경은 이 예수 그리스도를 모형적으로 비춰주면서 그 내용들을 ‘복음’이라 부른다. 복음은 또한 '하나님의 나라' 이의 완곡한 표현인 '하늘 나라' 즉 '천국'에 관한 소식이다. 그러므로 천국과 관련된 모든 것이 복음이다. 처음 에덴 동산에서 천국을 잃은 인류에게 십자가는 복음의 기초다. 예수 그리스도가 인류에게 준 구원에 관한 '좋은 소식'은 하느님의 나라 재도래다. 예수의 십자가 죽음과 부활로 말미암아 하나님과 인류 사이 관계, 회복이 시작된다. 그러므로 복음의 핵심 내용은 예수 그리스도의 탄생, 삶, 죽음, 부활, 그리고 그를 통한 구원의 메시지와 그의 재림까지 포함된다.

## 어원
복음(/ˈɡɒspəl/)은 그리스어 εὐαγγέλιον의 고대 영어 번역으로 "좋은 소식"을 의미한다. 이는 에우앙겔리온(εὖ, eû, '좋은' + ἄγγελος, 앙겔로스, '메신저' + -ιον, 이온 축소 접미사)의 분석을 통해 알 수 있다. 그리스어 용어는 라틴어 벌게이트에서 에반젤리움으로 라틴화되었고, 라틴어로  좋은 소식(bona annuntiatio)으로 번역되었다. 고대 영어에서는 고드스펠(고드, '좋은' + 스펠, '뉴스'로 번역됨, gōdspel, gōd, "good" + spel, "news")로 번역되었다. 고대 영어 용어는 중세 영어 성경 번역에서 복음(gospel)으로 유지되어 현대 영어에서도 계속 사용되고 있다. 그리스어에서는 원래 좋은 소식(good news)을 전한 메신저(messenger)에게 관습적으로 지급되는 보상 또는 팁(a reward or tip)을 가리키는 용어였다. 그 후 이 용어는 좋은 소식 그 자체와 행운에 대한 감사의 종교적 제물을 지칭하게 되었다.

## 기본적 개념

### 복음(Good news)의 정의
구체적인 복음의 정의에 관하여 기독교 안의 해석이 다르다. 구교(로마 가톨릭)는 하느님의 말씀을 복음으로 말하는 경향이 있고, 신교(개신교)는 예수 그리스도에 집중하여 '오직 믿음으로 구원된다'는 말씀을 복음으로 전한다. 이것을 마르틴 루터가 체계화했는데, 이신칭의라고 부른다. 예수가 이 땅에 오셨을 때, '은혜의 해'를 선포하였는데, 개신교 신자들은 믿음으로 구원되는 복음을 선포하셨다 믿는다. 구교와 신교의 결정적인 차이는, 구교는 자신의 선한 삶 실천이 가능하며 그것으로 천국 백성 조건을 갖추겠다는 것이고, 신교는 사람의 완전한 선행은 불가능하므로 예수가 믿음만으로 사람을 구원하는 메시아로서 이 땅에 오셨다는 주장이다. 즉, 구교는 복음을 천국이나 하느님의 좋은 말씀으로 주장하고, 신교는 죄인인 우리를 은혜로 구원시키는 하나님의 역사로 인식하는 큰 차이가 있다.

### 복음서
복음, 즉 좋은 소식의 구체적인 내용은 사복음서에서 전하는 예수의 일생에 관한 기술, 그리고 신약성서 서신에 관한 신학적 해석에서 비롯한다. 예수가 십자가에서 처형당한 후 죽음에서 부활한 사건을 통해 이루어지는 하느님의 사역으로 말미암아 찾아오는 하느님과 인류 사이 화해가 기초적인 교훈이다.

### 원시 복음
기독교 신학은 예수 그리스도를 통한 구원의 좋은 소식을 새로운 개념이 아니라 구약성서 전체에 걸쳐 예언한 것으로 설명한다. 이는 창세기 인간의 타락부터 전해지는데 이를 원시복음이라고 한다. 창세기 3장 15절은 최초로 복음의 약속을 우리에게 보여주기 위하여 타락한 이후, 즉시 하느님은 아담과 하와와 뱀에게 벌주시는 종말론적 심판의 광경을 보이셨기 때문이다. 그러나 이 심판의 선언 속에 하나님은 긍휼을 잊지 않으셨다. 여인의 후손을 통한 구원 약속을 주셨기 때문이다. “내가 너로 여자와 원수가 되게 하고 너의 후손도 여자의 후손과 원수가 되게 하리니 여자의 후손은 네 머리를 상하게 할 것이요 너는 그의 발꿈치를 상하게 할 것이니라”(3:15) 여기서 구원에 관한 중요한 진리를 발견한다.

### 십자가의 길
십자가는 구속 즉 회복이니 십자가의 도가 구원의 길이다. 즉 십자가로 관계 회복이 시작되고 그리스도가 전해준 전인적인 영육의 범주를 다 포함하는 완전한 율법을 성령의 도움을 받아 지킴으로 시민권을 누리게 된다. 그러므로 하나님의 복음의 핵심은 그리스도 예수의 십자가와 성경 즉 그리스도 예수의 가르친바 그리스도의 천국 율법이다.

### 복음의 내용
복음(Gospel)은 무엇일까요?
복음은 지상 최대의 기쁜 소식으로, 아담 자손의  슬픈 현실과 장래에서 예수 그리스도를 통한 구원과 통치로 열매맺는 영생 복락의 소식을 말합니다(마 11:5; 눅 4:18; 롬 1:2, 16:25).
성경에서 말하는 복음의 내용을 크게 다섯 가지로 말하면 다음과 같습니다.
① 유일하신 삼위일체 참 하나님을 믿습니다(렘 10:10; 요 7:26, 17:3, 8). 인간은 남자와 여자로 존재하나, 하나님은 창세 이전부터 또 인간의 타락 이후에도 스스로 "우리"로 말씀하시며(창 1:26, 3:22) 아버지와 아들과 성령이 함께 영원히 하나로 살아 역사하십니다(마 28:19, 요 10:28, 30, 16:13~16, 고후 13:13).
② 모든 인간은 죄인이며(롬 3:10, 23, 5:12; 요일 1:8) 죄의 대가(代價)는 사망이요, 심판과 지옥이 기다리고 있습니다(겔 18:4; 롬 6:23; 계 20:14-15).
③ 인간의 행위와 힘으로는 스스로 구원을 받을 수 없습니다(롬 3:20; 갈 2:16; 엡 2:8-9).
④ 예수 그리스도만이 구세주이시며 그는 죄인을 위해 죽으시고 부활하신 영생의 유일하신 문(門)입니다(요 14:6; 딤전 2:5; 행 4:12).
⑤ 죄인은 회개하고 예수님을 구주와 왕 그리스도로 믿음으로 구원받습니다(요 3:16; 갈 3:26; 롬 10:9-10). 이제 그리스도는 나의 왕이십니다. 그러므로 본질적 구원은 끝까지 만왕의 왕 만주의 주 그리스도를 믿음으로(=신실하게) 사는 것입니다. 마침내 궁극적 구원은 그 언약의 성령의 도움을 통해 심판날 그 법대로 섬기며 산 믿음이어야 합니다. 그의 몸 된 교회를 통한 믿음의 열매를 그 말씀 즉 그리스도의 영적 차원까지 완전한 율법으로 심판하러 다시 오시는 그리스도를 근신하며 두렵고 떨림으로 믿어야 하기 때문입니다(요 12:48). 그러므로 그리스도 믿음은 그리스도의 율법의 강령 즉 큰 줄기를 중심으로 마음을 다하고 목숨을 다하고 지혜를 다하고 힘을 다하여 하나님을 사랑하며 내 이웃을 내 몸처럼 사랑하는 믿음으로 역사하는 곧 일하는 삶이기도 합니다.
이상의 복음의 내용 중 한 가지라도 다르거나 부인하면 ‘다른 복음’입니다. 즉 이단입니다.
결론적으로 삼위 하나님을 믿지 않거나 다른 하나님이나 다른 예수(고후11:3-4), 다른 영을 받고 전하는 자나 다른 복음(갈1:6)을 따르거나 전하는 자들은 ‘이단’입니다. 이단 교주나 이단을 따르는 이단자들의 결국은 지옥입니다(벧후2:1,갈5:20-21).

## 신약성서

### 로마 제왕의 복음 개념
로마 시민들에게 기쁜 소식은 평화의 왕 로마 황제와 로마왕국 자체였다. 곧 '로마의 황제와 그 행적 그리고 그 법과 이방 무법한 왕국에의 승리 및 정복'이 복음이었다. 당시의 로마 민중들에게 복음은 곧 로마의 정복과 확장, 즉 로마 왕국의 통치를 의미하는 말이었다. 그 증거로 AD 9년 Priene 비문의 Augustus 황제에 대한 기록이다. 

### 기독교 복음과 하나님 나라
이것이 교회에서 하나님과 천국으로 치환된다. 로마에 기독교가 전파되면서 이미 구약 성경에서 기쁜 소식이란 하나님의 나라 및 그 통치인바 메시아 즉 그리스도는 그 나라의 왕이시다. 예수님은 그리스도이시다. 교회는 그 나라의 정복 현장이다. 구약성경에 예언된 대로 성육신하신 '하느님의 아들 예수가 십자가와 부활 및 그 가르침으로 문을 여신 하나님 나라의 선포와 확장, 즉 하나님 나라 및 그 통치를 기쁜 소식'이라는 의미로 로마 기독교도들에게 차용되면서 현재와 같은 복음의 의미를 갖게 된 것이다. 구약시대의 히브리어에서 당대의 압제자였던 로마 제국의 문화어였던 헬라어로 번역된다. 십자가는 천국시민권을 얻는 문이요 예수 그리스도의 말씀 및 그 법은 천국시민권의 헌장이다. 그 법을 어기는 것은 그 통치를 반역하는 것이요 그 결과는 죄와 사망의 지옥이기 때문이다. 그러므로 성경의 복음의 핵심은 그리스도의 십자가와 그리스도의 말씀(엡 1:13, 벧전 1:25, 히 4:2,6)이다. 예수는 '복음'이라는 용어를 선지서의 예언의 완성이라는 의미로 쓰고 있다. 그는 가난한 이들에게 신성한 구원의 기쁜 소식을 전하는 하나님의 말씀의 전달자였으며(누가 4:14-19, 7:22, 마태 11:5), 그가 선포한 기쁜 소식은 ‘하나님의 왕국’에 관한 복음이었다(마태 4:23, 9:35, 24:14, 마가 1:14-15). 그리스도의 사도들은 하나님 나라를 이방인들에게 전하는 사명자들이다. 하나님을 떠나 마귀의 통치에서 벗어날 수 없는 영적 절대절망에 처해 있는 이방인들에게 있어 ‘복음’의 시작은 메시아로서의 예수가 그의 수난과 죽음, 부활을 통하여 인간을 위해 성취한 신성한 구원의 기쁜 소식이었다(사도 5:42, 14:6 · 20, 15:20). ‘복음’의 이러한 사용은 특히 바울로의 저술에 많이 나타나는데, 그는 ‘복음’이라는 명사를 60여 차례(로마 1:1, 9:15-16), ‘복음화 하다’라는 동사를 20여 차례나 사용하고 있다. 그는 그의 메시지를 ‘하나님의 복음’이라고 불렀는데(로마 1:1, 15:16, 2고린 11:7) 그 이유는 그의 복음이 하나님으로부터 온 ‘그리스도의 복음’이며(로마 15:19, 1고린 9:12, 2고린 2:12, 9:13) 예수 그리스도 및 그의 구원사업과 관련이 있었기 때문이다. 그는 또한 ‘나의 복음’이라는 말도 썼는데 이는 바울로의 구원의 복음이 근본적으로 다른 사도들의 복음과 다름을 나타내기 위함이 아니라(갈라 1:6-9) 그가 복음을 하나님과 그의 아들 그리스도로부터 받았기 때문이며(갈라 1:11-12, 1고린 15:3) 예수는 그를 뛰어난 ‘복음의 교역자’로 만들었기 때문이다(골로 1:23).

### 사도들 선포로서 복음
사도들이 선포한 복음은 주로 구원의 신비에 관한 것이기에 사도들이 알고 있는 예수의 지상생활과 그의 가르침은 복음의 핵심부를 차지하고 있다(사도 10:34-43). 이는 마르코의 복음서 첫 귀절 ‘하나님의 아들 예수 그리스도에 관한 복음의 시작’에 사용된 ‘복음’의 의미이며 ‘기쁜 소식’이 어떻게 예수 그리스도와 관련이 있는가를 보여 주고 있다. 신약성서에 씌어진 ‘복음’이란 용어는 '기록된 복음'의 의미로 사용된 것이다. 2세기에 이 용어를 책의 명칭으로 사용하기 시작했으나(Justin, Apol. 1:66, Dial 10:2) 초대 교회는 항상 오직 하나의 복음이 있을 뿐이라는 입장을 고수하였으며, 신약성서에도 ‘복음’을 복수로 쓰는 일이 없다. 그러므로 4복음서는 한 복음을 4가지 관점에서 쓴 데 지나지 않는 것이며 <마태복음서>, <마가복음서> 등으로 이들 복음서의 자기 다른 성격만을 구별해주고 있다.

## 전례 중에서
성찬 의식 전에 복음서에서 발췌한 인용 귀절을 봉독하거나 노래하는 것이 모든 그리스도교 의식 전례의 일부를 차지하며 이러한 의식의 중요성은 복음서에도 기록되어 있다. 13세기에는 로마식 미사에서 사람들에게 축복을 내리기 위해 미사 끝에 소위 '최후의 복음(Last Gospel)'이라고 하는 요한복음 1:1-14을 읽는 관습이 있었으며, 후에 4복음서에서 발췌해 낸 다른 인용 귀절들이 '최후의 복음'으로서 요한복음 1:1-14을 대체하게 되었다.

## 복음의 실현
복음은 죄로 타락한 사람들에게 하나님께서 첫 사람(아담, 이브)을 창조하셨던 상태로 다시 되돌아가는 길을 알려주시는 기쁜 소식으로 삶에서의 실제 구현은 '주 예수 그리스도를 믿어 하나님의 자녀가 되고(요1:12)', '포도나무인 예수님에 접붙힘을 받아 성령의 열매를 맺으며(요15:4)' 이 땅에 살면서 '죄의 종에서 해방되어 의의 종으로(롬6:18)' 하나님과의 관계를 회복하고 하나님의 축복을 받는 '천국의 삶(눅11:20)'을 사는 것으로 나타난다. 실제로 교회에 출석하여 말씀과 기도로 복음의 능력을 몸소 체험하며 각종 중독(술, 담배, 마약, 음란, 질병 등등)에서 벗어나 행복한 삶을 영위하는 사람들의 사례를 무수히 접할 수 있다.

## 같이 보기
- 복음서
- 복음주의
- 복음성가